# Инспектор Граудс
«Инспектор Граудс» (латыш. Inspektors Grauds) — латвийский комедийно-детективный телесериал, премьера которого состоялась на телеканале LNT 15 сентября 2002 года. В России был переведен на русский язык и издан в формате VHS ЗАО «МостВидеоФильм» в 2003 году. Транслировался на телеканалах России и Украины.

## Сюжет
Действие сериала происходит вокруг инспектора криминальной полиции Вентспилса Эдгарса Граудса и его четвероногого друга и коллеги — немецкой овчарки Арчи (Арчибальда), которого Граудс спас из реки, куда выкинул собаку её предыдущий хозяин. Хотя сериал повествует о жизни и работе полицейских, здесь нет кровавых разборок, убийств и жестокости — это сатирический, ироничный телесериал, а преступники в нём — чудаки, городские сумасшедшие и неудачники, действия которых вызывают только смех и улыбку.

## Производство
Изначально телесериал был задуман как 16-серийный, но было снято только 6 серий. В съёмках было задействовано две собаки — сука по кличке Сэнди и кобель по кличке Рэмбо. Сэнди была обучена Национальным кинологическим центром и снималась в экшн-сценах, а Рэмбо — в «сценах дружбы», когда надо было показать обаяние.

## В ролях
- Андрис Кейш — в роли Эдгарса Граудса
- Улдис Норенбергс — в роли Ольгертса Балонскиса
- Зане Валицка — в роли Катрины Плуме
- Улдис Анже — в роли Илмарса Брокса
- Юрис Рийниекс — в роли Екабса Зиле
- Янис Рейнис — в роли Болеслава Ципскиса
- Байба Брока — в роли Бируты
- Имантс Страдс — в роли наркодилера